# أمة اللطيف بنت محمد السعدي
أمة اللطيف بنت محمد بن المحب عبد الله السعدي، راوية للحديث سمعت من والدها سنة 807 هـ، ومن محمد بن الرشيد عبد الرحمن المقدسي، وأجاز لها أبوالهول، والمحب الصامت، وناصر الدين ابن داود، والكمال بن النحاس وآخرون وتوفيت بدمشق ودفنت بسفح قاسيون.  
أُخْت الشَّمْس مُحَمَّد الماضى ووالدة الشهَاب أَحْمد بن مُحَمَّد بن أَحْمد بن مُحَمَّد بن أَحْمد بن سُلَيْمَان بن حَمْزَة الْمَعْرُوف بِابْن زُرَيْق وَيعرف أَبوهَا بِابْن الْمُحب